# Antoine Deflotrière
Antoine Deflotrière, né le 11 août 1876 à Tarare (Rhône) et mort le 14 mai 1934 à Vienne (Isère), est un coureur cycliste français du début du XXe siècle.

## Biographie
Antoine Eugène Deflotrière naît le 11 août 1876 à Tarare, dans le département du Rhône. Son père Pierre Marie, marié à Jeanne Marie Debourg, est tisseur. Le 31 janvier 1900, il se marie avec Jeanne Claudia Pierron dans sa commune natale. De cette union naît un fils, Céleste François Léon Marius, le 31 décembre de la même année. Pharmacien de profession, il fait quinze jours de prison en 1902 pour banqueroute.
Devenu fabricant de cycles, il participe en 1904 à la deuxième édition du Tour de France. Au terme d'une compétition émaillée par de nombreux incidents et déclassements, il termine quinzième et dernier des coureurs classés, à plus de 101 heures du vainqueur Henri Cornet. Il s'agit du plus grand écart entre le premier et la lanterne rouge dans l'histoire du Tour de France.
Il s'installe ensuite à Lyon en 1921, puis meurt à Vienne dans le département de l'Isère en 1934. Son épouse décède à Lyon en 1989. En 2019, la municipalité de Tarare inaugure une rue en son nom.

## Résultats sur le Tour de France
1 participation
- 1904 : 15e et lanterne rouge